# AGM-69 SRAM
Il Boeing AGM-69 SRAM era un missile aria-superficie a corto raggio a testata nucleare, con velocità supersonica e gittata massima di circa 160 km. Entrato in servizio nei primi anni settanta ha equipaggiato i bombardieri B-52, B-1B e FB-111A dell'USAF. È stato ritirato negli anni novanta.

## Storia e sviluppo

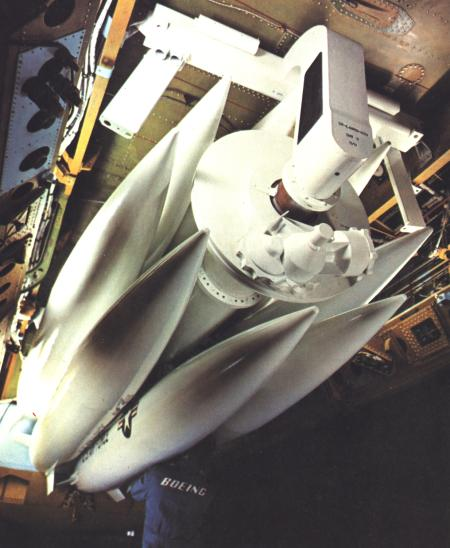
Missili SRAM nel lanciatore rotante CSRL

Il 23 novembre del 1963 il SAC (Strategic Air Command) dell'USAF emise un requisito per la progettazione di un missile aria-superficie a testata nucleare destinato ad armare i propri bombardieri B-52 sostituendo i missili AGM-28 Hound Dog. Il requisito fu approvato dal Dipartimento della Difesa degli Stati Uniti che avviò il programma nel 1965. Il contratto di sviluppo del nuovo missile, denominato SRAM (Short Range Attack Missile) fu assegnato alla Boeing il 31 ottobre del 1966.
Il primo lancio sperimentale dell'AGM-69 SRAM fu effettuato nel luglio del 1969. Ad esso seguirono altri 37 lanci per i test e la messa a punto, fino al 1971 quando fu avviata la produzione di serie. I primi esemplari del missile furono consegnati nel marzo del 1972 e nel settembre dello stesso anno l'AGM-69 diventò operativo sui bombardieri B-52G del 42nd Bomb Wing e sugli FB-111A del 509th Bomb Wing. Il 20 agosto del 1975 fu consegnato l'ultimo dei 1500 missili prodotti.
Dal 1971 in poi, furono lanciati almeno altri 123 SRAM per valutazioni operative e programmi di test, nel corso dei quali il missile guadagnò l'apprezzamento dell'USAF come uno dei sistemi d'arma più affidabili a disposizione dei propri bombardieri.
Gli SRAM andarono ad equipaggiare 270 bombardieri B-52G e B-52H dell'USAF, ciascuno dei quali poteva trasportarne fino 20 esemplari (8 alloggiati in un lanciatore rotante nella stiva e 12 agganciati a piloni subalari), i bombardieri FB-111A che potevano trasportare 6 missili (2 in stiva e 4 agganciati ai piloni subalari) e, dal 1986, anche i nuovi bombardieri B-1B. Questi ultimi potevano alloggiare nelle stive fino a 3 lanciatori rotanti per un totale di 24 missili.
L'USAF aveva previsto lo sviluppo di una nuova versione del missile, l'AGM-69B, destinata ad equipaggiare il bombardiere B-1A. La cancellazione del programma B-1 (che poi sarebbe stato resuscitato come B-1B) determinò anche la fine dell'AGM-69B. Gli AGM-69A furono comunque aggiornati con un nuovo propulsore che risolveva alcuni problemi manifestati dal precedente, e con altre migliorie.
Nel 1990, di seguito alla scoperta di problemi nei dispositivi di sicurezza progettati per impedire l'esplosione accidentale della testata nucleare e la dispersione di materiale radioattivo in caso di incidente aereo, fu deciso di ritirare gli SRAM dal servizio attivo. Il programma di sviluppo del suo successore, designato AGM-131 SRAM II, fu cancellato nel 1991.

## Caratteristiche

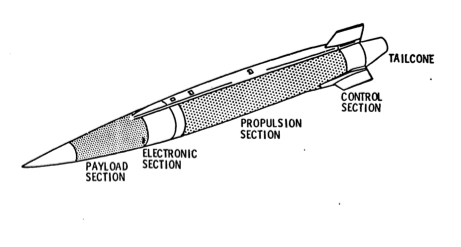
Le sezioni principali dello SRAM in una illustrazione tecnica dell'USAF

L'AGM-69 SRAM è stato progettato come arma stand-off (ossia utilizzabile senza entrare nel raggio d'azione della difesa antiaerea nemica) per i bombardieri strategici dell'USAF, utilizzabile anche per la distruzione di siti antiaerei, bersagli fortemente protetti e bersagli mobili. Il requisito è stato soddisfatto con un missile semplice e compatto, pesante 1000 kg e del diametro di 450 mm, in grado di essere programmato a bordo del bombardiere subito prima del lancio, di essere lanciato contro bersagli posti in qualsiasi direzione e di poter assumere profili di volo e di attacco differenti.
La propulsione era affidata a un motore a razzo a doppio impulso a propellente solido Lockheed SR75-LP-1. Il propellente era suddiviso in blocchi (wafer). Al momento del lancio, il motore accelerava il missile fino a Mach 3. In prossimità del bersaglio si innescava l'accensione del secondo blocco di propellente per l'attacco finale. Lo SRAM è stato il primo missile operativo a implementare questo sistema di spinta a impulsi. Il propellente solido manifestò una vita di immagazzinamento più limitata di quanto previsto ma l'USAF riuscì a risolvere il problema introducendo alcune migliorie al sistema di propulsione.
Nella parte posteriore del missile erano sistemate anche le tre alette di controllo e di stabilizzazione, ciascuna con semiapertura di 38 centimetri (dall'asse del missile all'estremità dell'aletta). Nella parte centrale del corpo dell'ordigno era sistemato il propellente solido, mentre nella parte anteriore erano alloggiati la testata nucleare e - subito dietro di essa - il sistema di guida e di navigazione. La lunghezza complessiva del missile era di 4,27 metri, che salivano a 4,83 metri quando era montato il cono posteriore aerodinamico che copriva il motore a razzo.
Il sistema di navigazione era basato su una piattaforma inerziale General Precision/Kearfott KT-76 accoppiata a un sistema terrain avoidance (ossia un radar-altimetro anticollisione) della Stewart-Warner per il volo a bassa quota. Il CEP (precisione media) era pari a 400 metri.
La testata nucleare W-69 aveva una potenza di 200 kiloton e pesava circa 125 kg. Per questo tipo di testata, derivata dalla bomba nucleare B-61, è stato individuato un fattore di rischio in caso di incidenti e altri eventi accidentali, in seguito ai quali avrebbero potuto prodursi detonazioni e incendi con dispersione di plutonio su una vasta area. Per questa ragione tutti i missili SRAM furono ritirati a partire dal 1990.
Lo SRAM ha influenzato lo sviluppo del missile sovietico AS-16 Kickback, che ne rispecchia ruoli e configurazione.